# Uvaranas
Uvaranas é um bairro da cidade de Ponta Grossa, no Paraná.

## História

Imagem aérea da região de Uvaranas em 1972, aos fundos a região central e os demais bairros de Ponta Grossa.

Os primeiros moradores do bairro eram descendentes de portugueses e espanhóis, muitos atraídos pelo caminho das tropas, que transportavam cavalos, bois, e muares, rumo a Sorocaba. Os tropeiros, durante os séculos XVIII e XIX, ao passarem por Uvaranas, ficaram entusiasmados com as campinas onduladas desta região. Os pioneiros tornaram-se grandes fazendeiros, dedicando-se à pecuária e à agricultura.
A partir do ano de 1878, Uvaranas, assim como toda a região, recebeu imigrantes russo-alemães, também conhecidos como alemães do Volga. O antigo núcleo colonial de imigrantes pertencia à colônia Octávio. O núcleo compreendia uma área de 4.900 hectares, situada aproximadamente a 3 km da área central do município. A maioria das pessoas desse grupo eram católicas e exerciam atividades agrícolas. Os colonos construíram casas de madeira, carroças com quatro rodas, e muitos passaram a criar porcos e fabricar banha. Outros passaram a explorar curtumes.

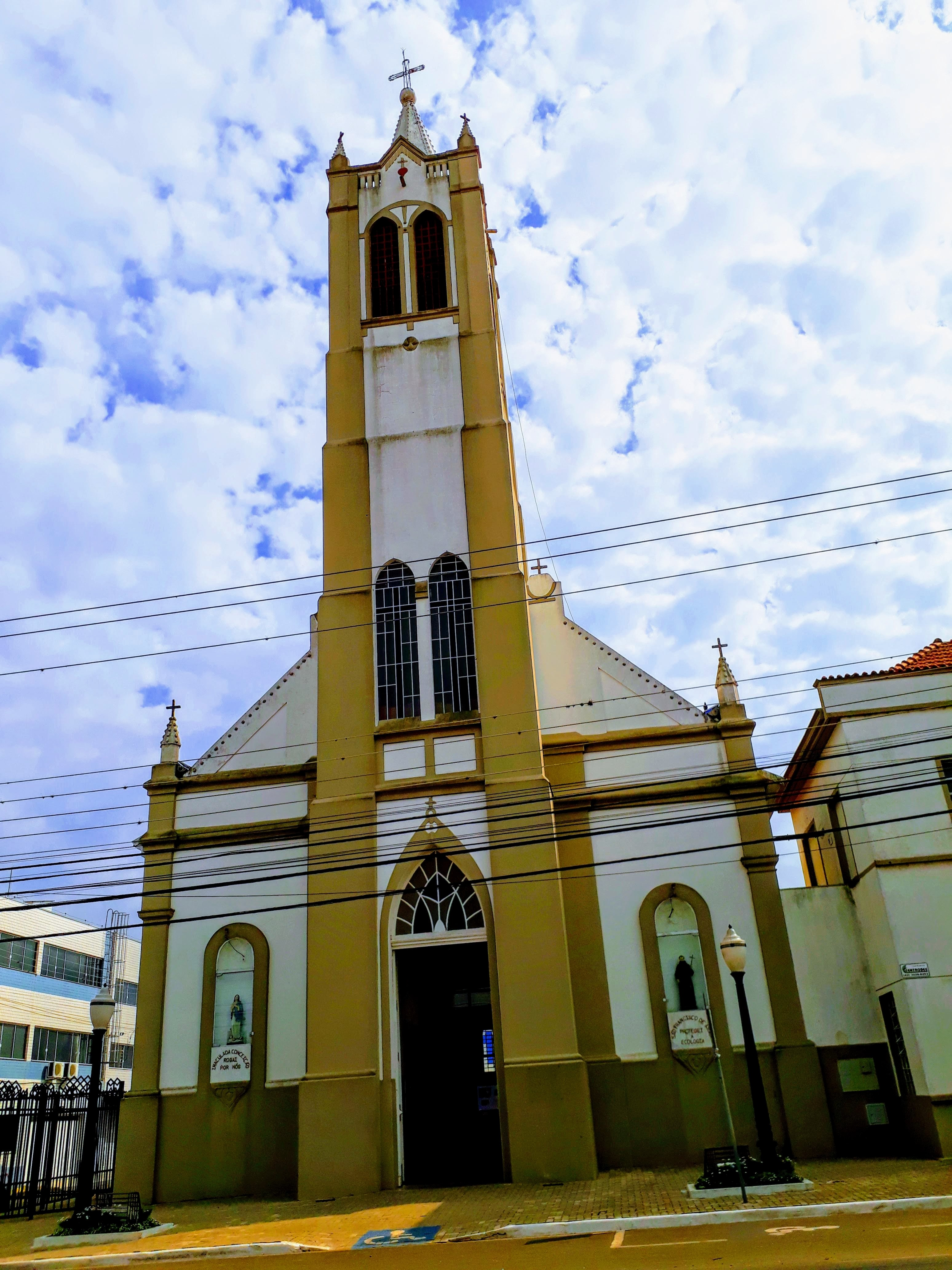
Igrejinha de Uvaranas, Capela de Nossa Senhora Imaculada Conceição, em Ponta Grossa.

Já a partir do século XX, Ponta Grossa passou a receber imigrantes italianos, muitos vindos de colônias de Morretes, Curitiba e Campo Largo. Esse povo adquiriu terras em Uvaranas, e dedicaram-se a criação de gado leiteiro. Eram alegres, unidos, festivos, e gostavam de música e de cantos. Pelas ruas da cidade tomou-se comum ver moças italianas guiando carrocinhas e distribuindo o leite pela freguesia. Passaram também a vender queijos, manteiga, requeijão, nata, ovos, frangos, e muitas dessas famílias prosperaram. A pedido desses italianos, foi erguida em 1924 no bairro a Capela de Nossa Senhora Imaculada Conceição. A capela ficou popularmente conhecida como Igrejinha de Uvaranas.
Durante o século XX a região foi assumindo feições mais urbanas. Na década de 1930 a imprensa local noticiava a existência de escola pública mista, barbearia, padaria, botequins, além de um abrigo para menores, um hipódromo, um quartel militar, e também da existência de cortiços que abrigavam até mesmo casas de prostituição.
Em 1948 os freis Capuchinhos chegaram em Uvaranas para atender os moradores da localidade. No ano de 1954 os freis fizeram a compra de um terreno onde foi construído o Convento Bom Jesus e a Capela Senhor Bom Jesus, em frente a praça Ubaldino do Amaral, conhecida popularmente como praça Bom Jesus.

## Infraestrutura

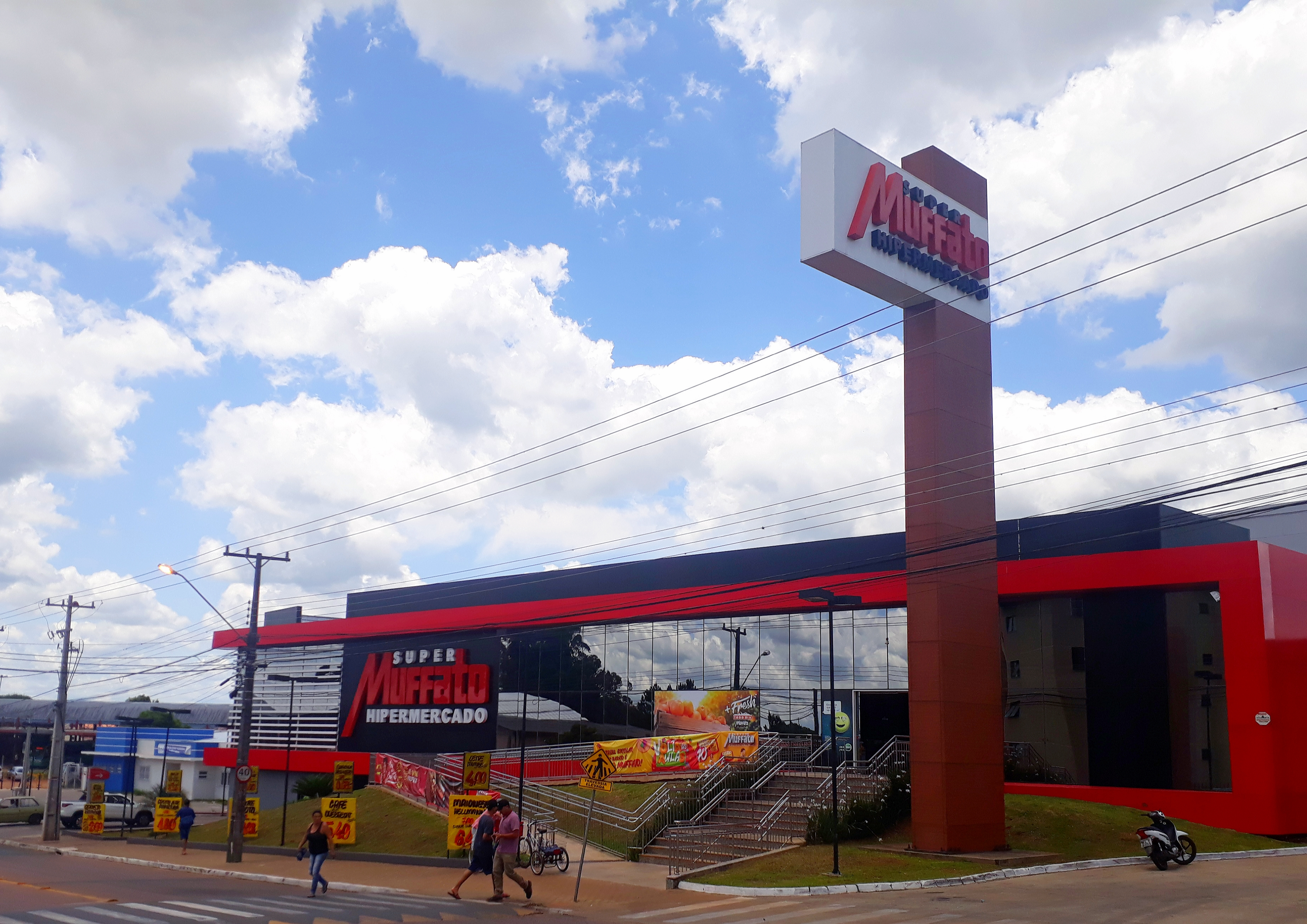
Hipermercado de rede varejista, em Uvaranas.

É um dos maiores bairros da cidade de Ponta Grossa em área territorial e um dos bairros que mais tem crescido nos últimos anos. Sua principal via é a avenida General Carlos Cavalcanti, muito conhecida pelo seu grande tráfego. O bairro abriga várias vilas, como Rio verde, Núcleo Pitangui, São Francisco e Vila Odete.[carece de fontes?]
Uvaranas apresenta um comércio diversificado, com concessionárias, mecânicas, lojas e hipermercados. No bairro está localizado o Hipódromo de Uvaranas, o terminal de ônibus, o Hospital Vicentino, o Colégio Agrícola Augusto Ribas, e o campus da Universidade Estadual de Ponta Grossa, bem como seu hospital universitário (Hospital Universitário Regional dos Campos Gerais Wallace Thadeu de Mello e Silva).